# سیلوا گوتیرز سوتو

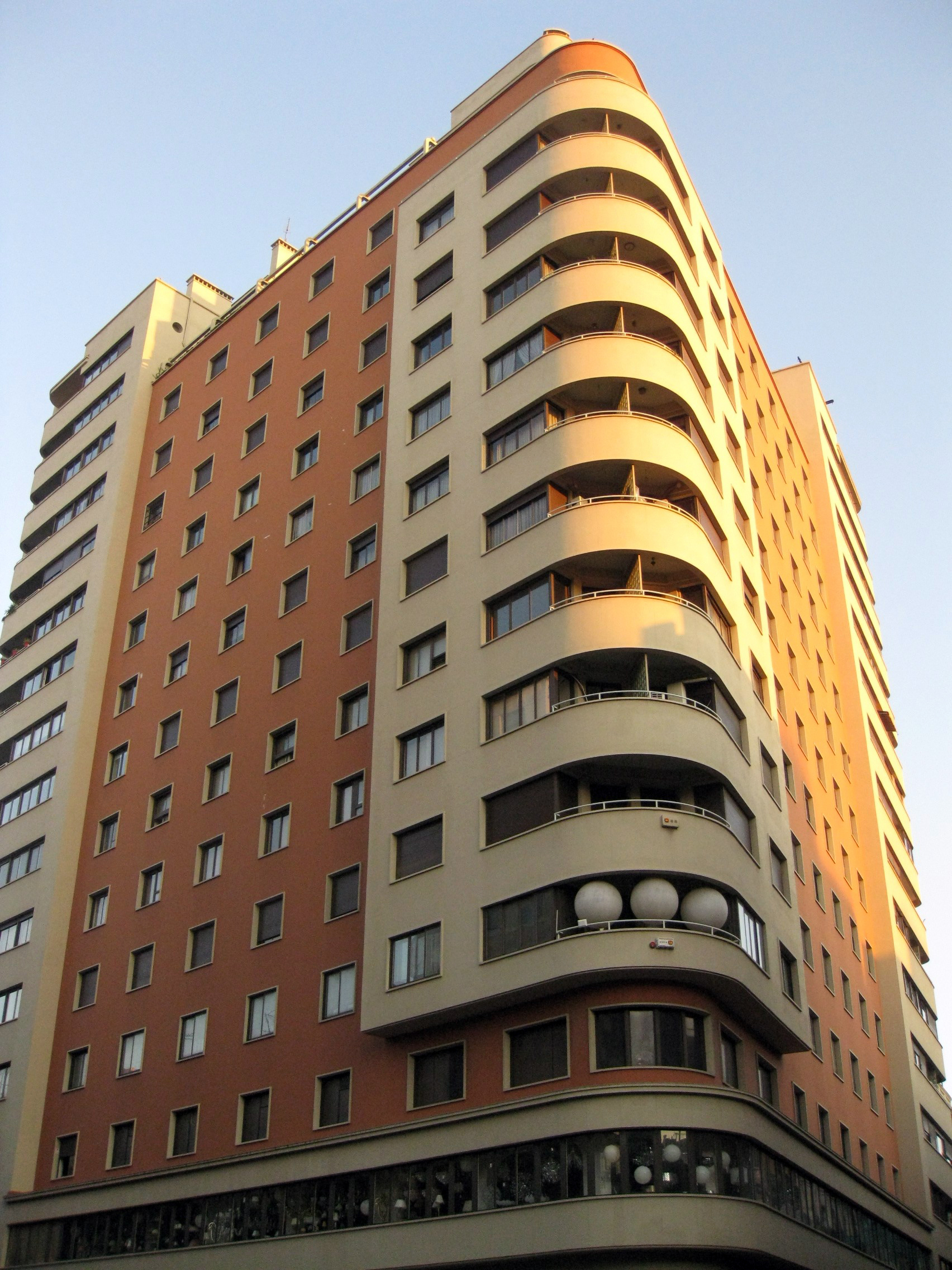
یک نوع از معماری های ساخته شده توسط سیلوا گوتیرز سوتو

سیلوا گوتیرز سوتو (انگلیسی: Luis Gutiérrez Soto؛ ۱۸۹۰ – ۱۹۷۷) یک معمار اهل اسپانیا بود.